# Stannabenzeen

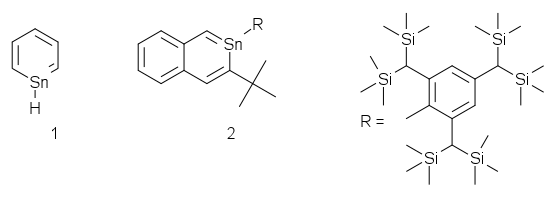
Structuurformule van stannabenzeen (1) en stannanaftaleen (2).

Stannabenzeen (C5H6Sn) is de stamverbinding van een groep aan benzeen verwante verbindingen, waarbij een van de koolstofatomen vervangen is door een tin-atoom. Stannabenzeen zelf is nog niet gemaakt, maar van de verwante naftaleen-verbindingen zijn er een aantal bereid en beschreven. Zo is 2-stannanaftaleen stabiel in een inerte atmosfeer tot 140 °C.
De binding tussen tin en koolstof is in deze verbinding beschermd tegen mogelijke reactanten door 2 zeer volumineuze functionele groepen, de tert-butylgroep aan het koolstofatoom naast tin en de nog veel grotere groep aan tin zelf, namelijk de 2,4,6-tris[bis(trimethylsilyl)methyl]fenyl-groep (kortweg de TBT-groep). De bindingslengte van de twee koolstof-tin-bindingen bedragen 202,9 en 208,1 pm, hetgeen korter is dan de bekende enkelvoudige koolstof-tin-binding (214 pm).
De koolstof-koolstofbindingen vertonen weinig variatie in lengte: van 135,6 tot 144,3 pm, een indicatie voor het aromatische karakter van de verbinding.

## Andere heteroaromatische verbindingen
Vergelijkbare verbindingen met een aromatische zesring zijn borabenzeen, benzeen, silabenzeen, germanabenzeen, pyridine en fosforine.